# Chrysilla
Genre
Chrysilla est un genre d'araignées aranéomorphes de la famille des Salticidae.

## Distribution
Les espèces de ce genre se rencontrent en Asie, en Afrique et en Australie.

## Liste des espèces
Selon World Spider Catalog (version 25.0, 20/05/2024) :
- Chrysilla acerosa Wang & Zhang, 2012
- Chrysilla albens Dyal, 1935
- Chrysilla deelemani Prószyński & Deeleman-Reinhold, 2010
- Chrysilla delicata Thorell, 1892
- Chrysilla doriae Thorell, 1890
- Chrysilla guineensis (Wesołowska & Wiśniewski, 2013)
- Chrysilla kolosvaryi Caporiacco, 1947
- Chrysilla lauta Thorell, 1887
- Chrysilla pilosa (Karsch, 1878)
- Chrysilla volupe (Karsch, 1879)
- Chrysilla yarlungzangbo Yang & Zhang, 2024

## Systématique et taxinomie
Ce genre a été décrit par Thorell en 1887 dans les Salticidae.

## Publication originale
- Thorell, 1887 : « Viaggio di L. Fea in Birmania e regioni vicine. II. Primo saggio sui ragni birmani. » Annali del Museo civico di storia naturale di Genova, vol. 25, p. 5-417 (texte intégral).